# Antonio Pino da Bellagio
Antonio Pino o Antonio Pini (Bellagio, 1625 – dopo il 1678) è stato uno scultore e incisore italiano.
Visse nel XVII secolo e risultava già operativo nel 1654 con botteghe a Bellagio (dove venne coadiuvato dal figlio Alfonso) ed a Sesto Calende dove iniziò una lunga e proficua collaborazione con il doratore Paolo Giussani di Angera. Divenne famoso ed apprezzato per i suoi lavori nelle parrocchie delle diocesi di Como, Novara e Milano.
Le sue opere più importanti sono visibili in alcuni paesi del Canton Ticino, della Valsesia ed al Sacro Monte di Orta.
Fu maestro di Bernardino Castelli e di suo figlio Alfonso che fu come lui scultore di arte sacra.